# Parc éolien de Khalladi
Le parc éolien de Khalladi se situe à 30 km de la ville de Tanger sur la crête du Jbel Sendouq, où il jouit de conditions propices à l'énergie éolienne.

## Clientèle
Selon la loi 13-09 relative aux énergies renouvelables, la production d’électricité, d’origine renouvelable, peut être vendue à des clients industriels avec la possibilité de vente de l’excédent d’énergie à l’ONEE.
Le parc Khalladi a signé des contrats d’achat d’électricité long terme avec LafargeHolcim, Asment Témara et CIMAT. Un contrat d’achat d’électricité court terme a été signé avec la SNEP. La production résiduelle est cédée à l’ONEE.